# 특발성 폐섬유증

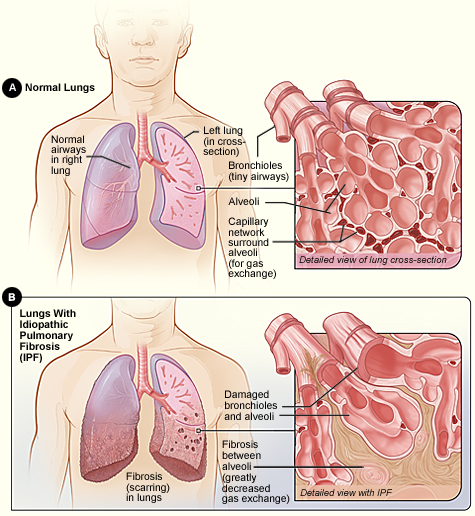
특발성 폐섬유증

특발성 폐섬유종(idiopathic pulmonary fibrosis)은 원인 모르게 폐포(허파꽈리) 벽에 만성염증 세포들이 침투하면서 폐를 딱딱하게 하는 여러 변화가 발생하여 폐조직의 심한 구조적 변화를 야기하며 점차 폐기능이 저하되어 사망하게 되는 질환이다. 아직까지는 효과적인 치료방법이 없어 대개 증상이 나타나서 진단을 하게 되면 중앙 생존기간이 3~5년 정도 되는 예후가 매우 나쁜 질병이다. 